# Tsu (Mie)
Tsu (jap. 津市, -shi, wörtlich: Hafen) ist eine Stadt und Verwaltungssitz der Präfektur Mie auf Honshū, der Hauptinsel von Japan, an der Ise-Bucht knapp 60 km südlich von Nagoya gelegen.

## Geschichte

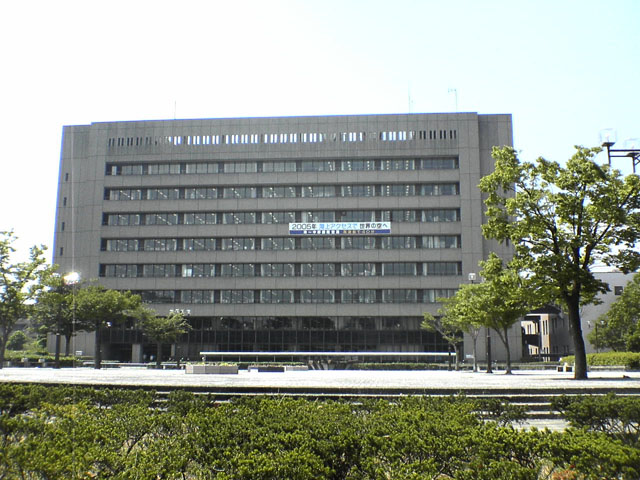
Rathaus von Tsu

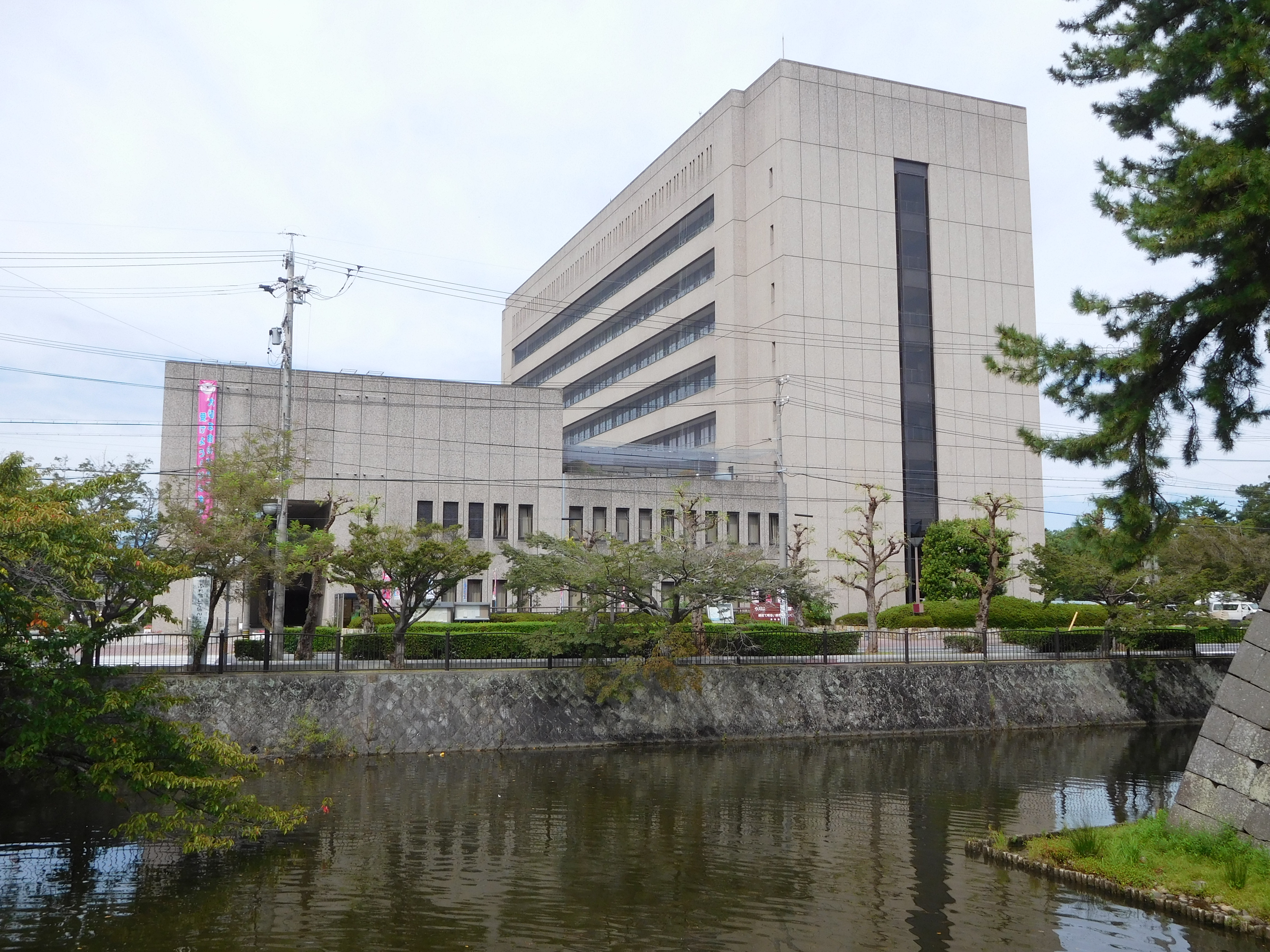
Rathaushauptgebäude

Tsu war ursprünglich eine Burgstadt (siehe Burg Tsu). Während der Edo-Zeit hielten sich viele Wanderer auf dem Weg zum Ise-Schrein, der 40 km weiter südöstlich liegt, in der Stadt auf.
Die Ernennung zur Shi erfolgte am 1. April 1889.

## Religion
In Tsu existiert eine katholische Kirche, die dem Bistum Kyōto untersteht.

## Verkehr
- Straße:
  - Ise-Autobahn
  - Nationalstraßen 23, 163, 165, 306, 368, 369, 422
- Zug:
  - JR Kisei-Hauptlinie
  - JR Meishō-Linie
  - Kintetsu Ōsaka-Linie
  - Kintetsu Nagoya-Linie

## Bildung
- Universität Mie

## Angrenzende Städte und Gemeinden
- Präfektur Mie
  - Suzuka
  - Iga
  - Matsusaka
  - Kameyama
  - Nabari
- Präfektur Nara
  - Soni
  - Mitsue

## Städtepartnerschaften
- Osasco, Brasilien, seit 1976
- Zhenjiang, Volksrepublik China, seit 1984
- Higashishirakawa, Japan, seit 1989
- Shūnan, Japan, seit 1990
- Kamifurano, Japan, seit 1997

## Söhne und Töchter der Stadt
- Matsusaburô Fujiwara (1881–1946), Mathematiker
- Tsuda Hisashi (1904–2002), Unternehmer
- Leiko Ikemura (* 1951), Malerin und Bildhauerin
- Futahaguro Kōji (1963–2019), Sumōringer
- Saori Yoshida (* 1982), Ringerin
- Mū Kanazaki (* 1989), Fußballspieler
- Yoshihito Nishioka (* 1995), Tennisspieler
- Naoya Senoo (* 1996), Fußballspieler
- Sōta Higashide (* 1998), Fußballspieler
- Takaaki Sugino (* 1998), Turner